# IHK Ostbrandenburg

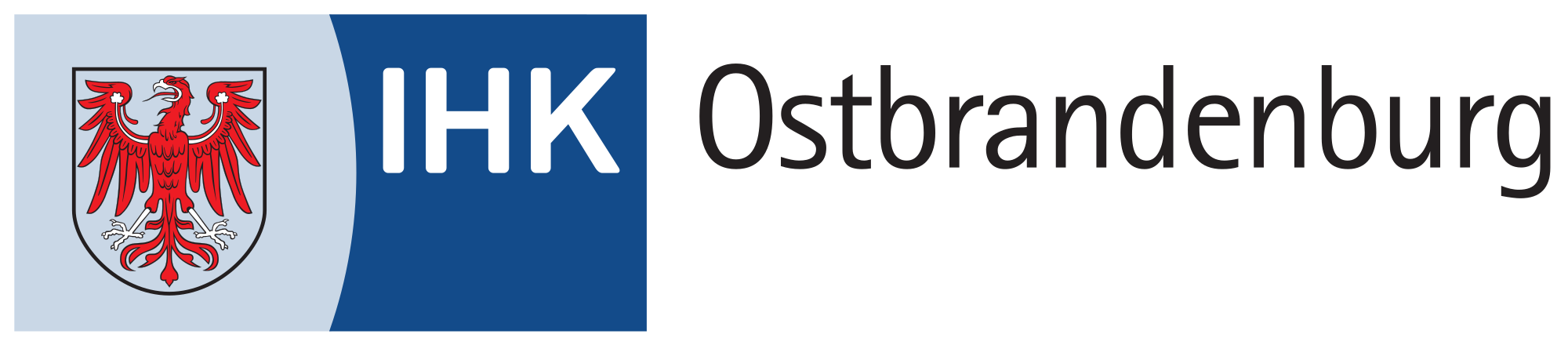
Das Logo der IHK Ostbrandenburg

Die Industrie- und Handelskammer Ostbrandenburg (kurz IHK Ostbrandenburg) betreut die Region Ostbrandenburg. Dazu gehören die östlichen Landkreise Uckermark, Landkreis Barnim, Landkreis Märkisch-Oderland, Landkreis Oder-Spree und die kreisfreie Stadt Frankfurt (Oder) im Bundesland Brandenburg. Die angrenzenden Industrie- und Handelskammern sind die IHK Cottbus, die IHK Potsdam, die IHK Berlin und die IHK zu Neubrandenburg sowie in Polen die Industrie- und Handelskammer (Zachodnia Izba Przemyslowo-Handlowa) mit Sitz in Gorzów (ehemals Landsberg (Warthe))

## Sitz

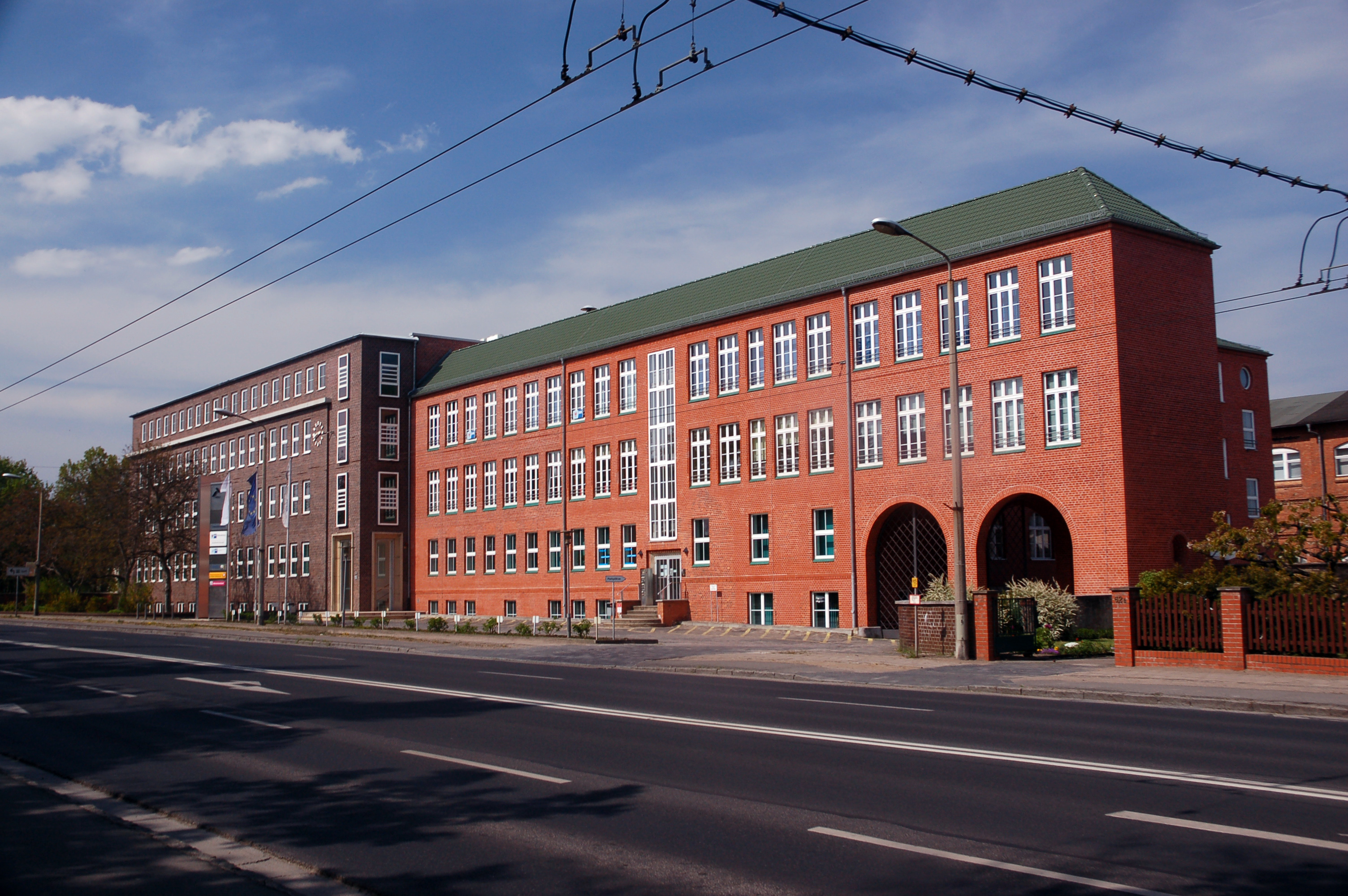
IHK Ostbrandenburg Eberswalde

Die IHK Ostbrandenburg hat ihren Hauptsitz in Frankfurt (Oder), eine Geschäftsstelle in Eberswalde und eine weitere in Erkner.

## Organisation
Der aktuelle Präsident der IHK Carsten Christ wurde am 8. September 2017
von der IHK-Vollversammlung gewählt. Sein Vorgänger Ulrich Müller führte die IHK seit 2007. Dies geschah aber noch vor der Umbenennung 2008 unter dem alten Namen IHK Frankfurt (Oder).
Die IHK hat ca. 39.000 Mitgliedsunternehmen in der Region. Mit der Zeitschrift FORUM – Das Brandenburger Wirtschaftsmagazin haben die drei Industrie- und Handelskammern in Brandenburg ein gemeinsames Wirtschaftsmagazin für einheitliche Informationen über die Wirtschaft in ihrem Bundesland.
2020 gründete die IHK zusammen mit anderen Verbänden das Bündnis Pro Wirtschaft, welches industrielle Ansiedlung und infrastrukturelle Maßnahmen unterstützt.

## Geschäftsbereiche
Die Struktur der IHK Ostbrandenburg ist in sechs Kompetenzfelder untergliedert:
- Standortpolitik
- Existenzgründung und Unternehmensförderung
- Aus- und Weiterbildung
- Innovation und Umwelt
- International
- Recht und Steuern.

Weiterhin vergibt die IHK Ostbrandenburg als ein Mitinitiator alljährlich den Existenzgründerpreis in Brandenburg sowie zusammen mit der IHK Cottbus, der IHK Potsdam, der Handwerkskammer Potsdam, der Handwerkskammer Cottbus und der Handwerkskammer Frankfurt (Oder) den Zukunftspreis Brandenburg.
Seit 2009 werden in dem von der Industrie- und Handelskammer Ostbrandenburg initiierten Wettbewerb zur Steigerung der Anziehungskraft von Innenstädten „CityOffensive Ostbrandenburg“ Preise vergeben.